# Kerstkransje

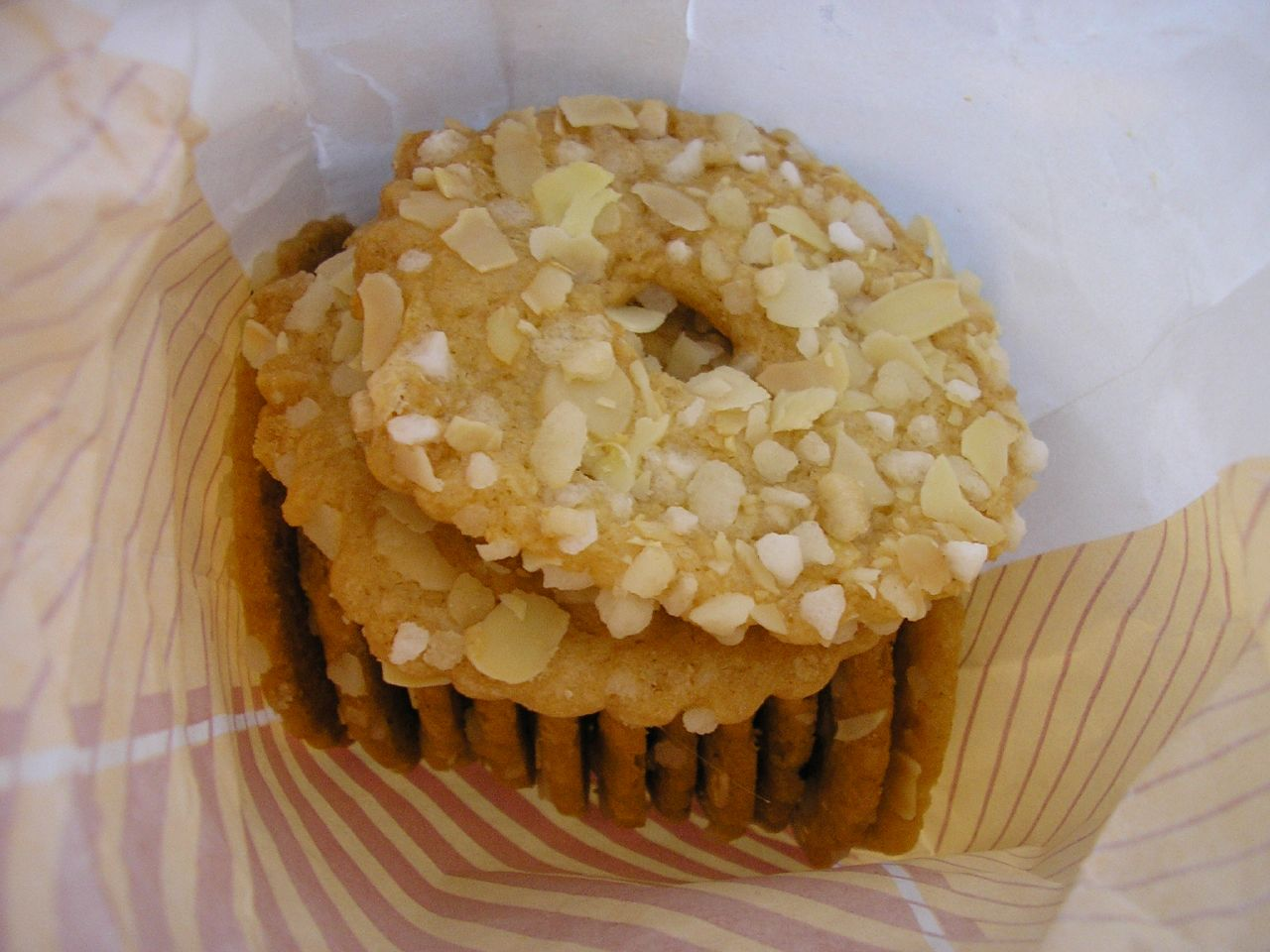
Kerstkransjes

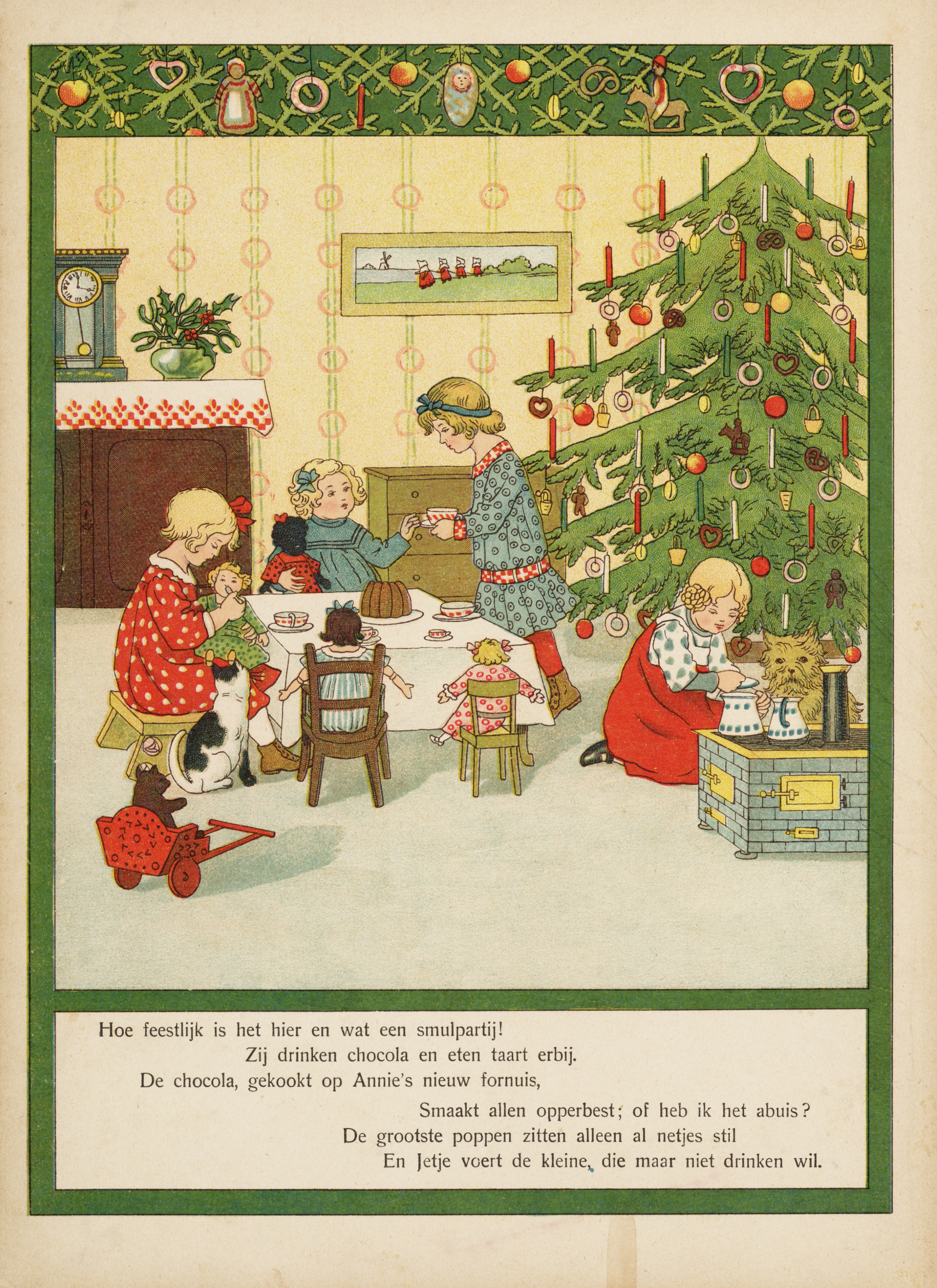
Dat heerlijke kerstfeest, er hangen o.a. kerstkransjes en krakelingen in de boom, KB, nationale bibliotheek, 1910

Een kerstkransje is een rond koekje of lekkernij in de vorm van een krans. In de kerstperiode in Nederland worden kerstkransjes wel in de kerstboom gehangen.
Kerstkransjes kunnen van verschillende ingrediënten worden gemaakt:
- deeg en bestrooid met geschaafde amandelen, kandij of suikerparels
- chocola en eventueel bestrooid met musketzaad
- schuim

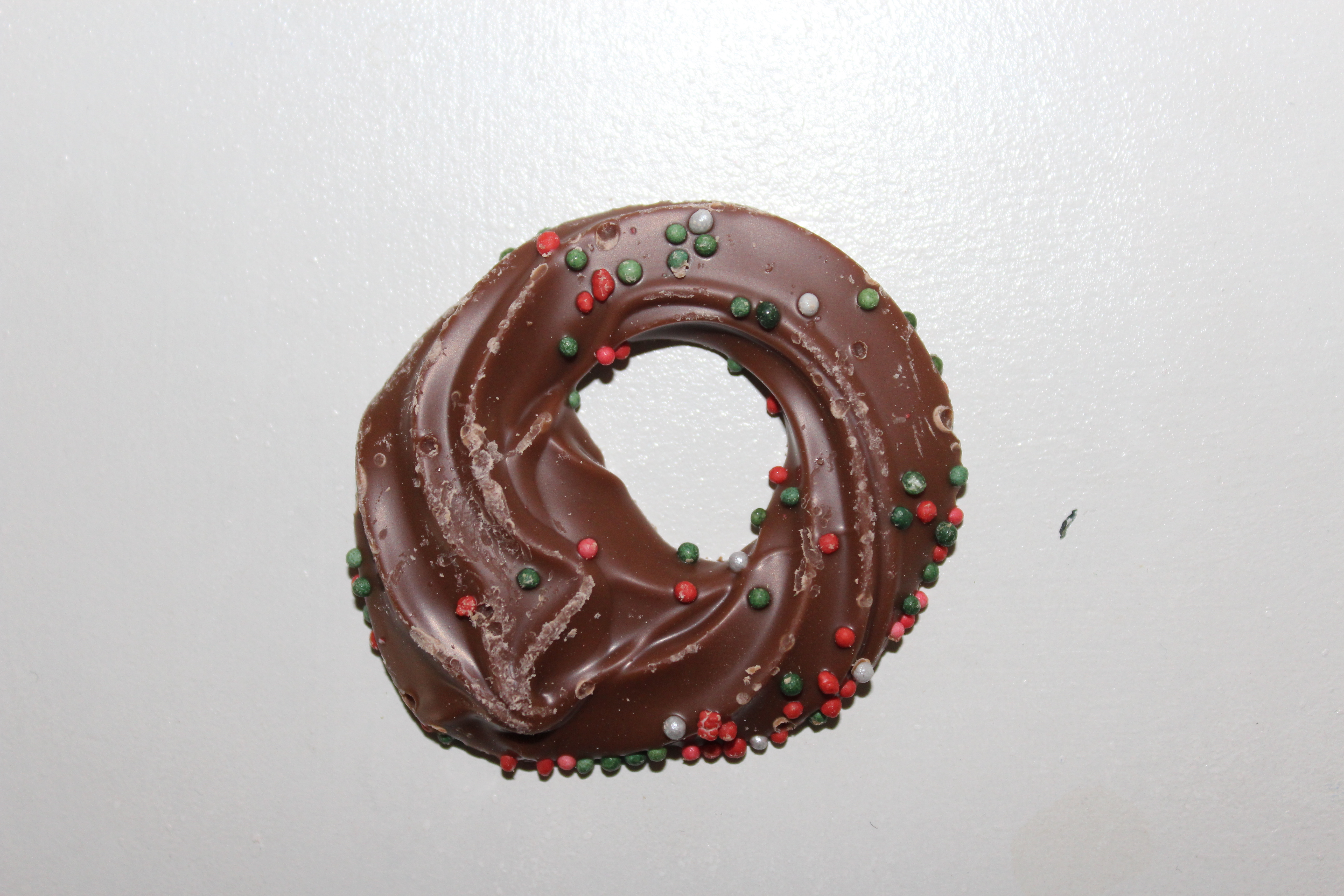
Chocolade kerstkransje met musketzaad
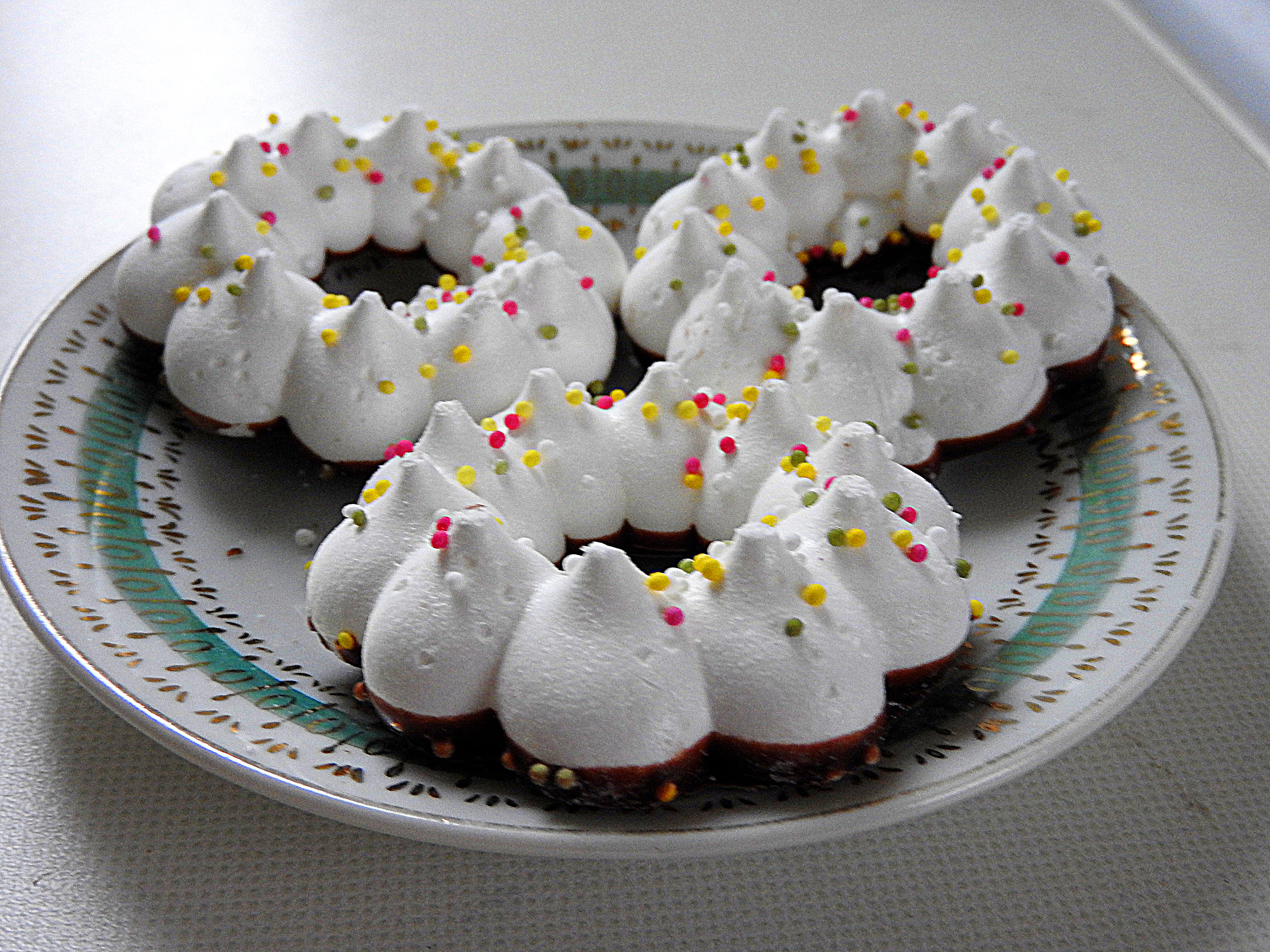
Kerstkransjes van schuim